# 斉藤コーキ
斉藤 コーキ（さいとう - ）は、日本のイラストレーター、漫画家。血液型はB型。

## 概要
主に「海からの風」以降のポケモンカードゲームのイラストを勤めている。また、同人誌作家でもある。

## 作品リスト

### イラストレーション
- ピチュピチュにらめっこ!（文：戸田昭吾、小学館）

### 漫画
- ゲームアンソロジーコミックにイラストを多数寄稿

### ゲーム
- ポケモンカードゲーム（メディアファクトリー） - カードイラスト
- モンスターコレクション（富士見書房） - キャラクターデザイン&カードイラスト
- バトルスピリッツ（バンダイ） - カードイラスト